# トルコ音楽
トルコ音楽（トルコおんがく）
トルコの音楽は、様々な民族が往来してきたアナトリア半島の歴史を反映した多様性を持つ。

## 民謡、民俗音楽
トルコ民謡は、中央アジアの遊牧民の歌や、モンゴル、朝鮮や日本の民謡と共通点を持つと言われる。
- クルク・ハヴァ Kırık Hava（「割られたメロディ」）
  - 短い旋律を主に大人数で歌う。舞踊曲など。
- ウズン・ハヴァ Uzun Hava（「長いメロディ」）
  - 「こぶし」をきかせ、長く伸ばす歌。日本民謡の追分、馬子唄、舟歌に似る。モンゴルにオルティン・ドー（「長い歌」の意）というものがある。

カラギョズ - 影絵芝居

## オスマン音楽

### 古典音楽
トルコ古典音楽、アラブ音楽やイランの音楽などイスラム世界伝統の宮廷音楽を受け継いだ芸術性の強い音楽である。メヴレヴィー教団の儀式の音楽など宗教音楽とも関連が深い。

### 軍楽
同じ宮廷が関わる音楽でも、メフテルと呼ばれる軍楽は、イスラム世界と中央アジア起源の軍楽があわさったもので、ラッパの類の管楽器と太鼓などの打楽器によって構成された。

## 宗教音楽
メヴレヴィー教団の典礼音楽、とくに旋廻舞踊の音楽が有名。

## ポピュラー音楽
トルコのポップスは、トルコ国内にとどまらない人気を持つ。中でも、タルカン (Tarkan) は国際的にヒットし、大スターになっている。また、アラベスクがちょうど日本の演歌のような位置付けにあり、民謡とともに根強い人気をもつ。
サナート（Sanat）
芸術音楽と呼ばれ、トルコの古典声楽からイスタンブールなどの都会で発展してきた音楽であり、ハルクと対極的である。3分の1度という微妙な音変化を使い、旋律に深い味わいを持ち、初めて聴くと音が外れているようにも聴こえる。ミュゼィイェン・セナール（Müzeyyen Senar）が創始者とも言われる。代表的な歌手はムアッゼズ・アバジュ（Muazzez Abacı）、96年に没したゼキ・ミュレン（Zeki Müren）ら。
ハルク（Halk）
トルコの民謡をベースにした音楽である。8分の9拍子のレベカや2拍子と3拍子が交互に現れるジェイランなど複雑なリズムや旋律のものもあり、このジャンルに属する女性歌手は迫力のある低音で歌う。またサズなどの伴奏で謡われる日本の長唄のようなものもある。主なアーティストはサバハト・アッキラズ（Sabahat Akkiraz）、セヘル・ディロヴァン（Sehel Dilovan）ら。
アラベスク（Arabesk）
オルハン・ゲンジュバイ（Orhan Gencebay）が創始者とされ、アラブからの移民などが持ち込んだ音楽とサナートが混じり合いできあがった大衆音楽。小節のきいた日本の演歌のように聴こえる。男性ではイブラヒム・タトゥルセス（İbrahim Tatlıses）、女性ではキバリイェ（Kibariye）らのシンガーが代表的。
ポップ、ロック（Pop & Rock）
欧米のポップスなどの影響を強く受けた音楽。ただしトルコ独自の民俗楽器も多用される。長くヨーロッパで活動していたアジダ・ペッカン（Ajda Pekkan。日本では「アイダ・ペッカン」と表記されることもあった）が70年代にトルコに帰国したときに、ヨーロッパ風のアレンジを持ち込んだのが最初と言われる。60年代から80年代初頭までの間、日本と同じくトルコでは欧米やイスラム革命前のイラン、イスラエルなど近隣諸国などでヒットした曲のカバーが盛んに発表されており、これらの楽曲はアランジマン(Aranjman、フランス語で「編曲」を意味するArrangementが語源)と呼ばれていた。
セゼン・アクス（Sezen Aksu）、ニリュフェール（Nilüfer）、タルカン（Tarkan）が代表。
タヴェルナ（Taverna）
パブやレストランなどで生演奏される音楽が発展したもので、ディスコ風のアラベスクといった趣きである。ファンタジーなどとも呼ばれることもある。自己所有の店を活動拠点にしている歌手もいる。
オズギュン（Özgün）
特に決まった音楽スタイルがあるわけではない、メッセージ性の強いプロテストソング。
オルヤンタル（Oryantal）
ベリーダンスの音楽。
シール（Siir）
詩の朗読。
エトニック（Etnik）
トルコにとってエスニックな音楽を意味し、アゼルバイジャンやウズベキスタンなど近隣諸国の音楽を指す。
ディニ（Dini）
コーランやスーフィズム（神秘主義）などの宗教音楽。くるくると独楽のように回転する踊りのセマで良く知られるメヴレヴィー教団の伴奏音楽が代表的。
チフテテリ（Çiftetelli）
主に結婚式の余興として男女ペアで踊る踊りの音楽。

## 伝統楽器

### トルコ古典音楽で使われる楽器
- タンブール Tanbur（弦楽器。ロング・ネック・リュート）
- ケメンチェ Kemençe（弓奏楽器）
- カーヌーン Kanun（撥弦楽器。台形の箱に糸を多数張り巡らせたもの）
- ネイ Ney（葦の笛、日本の尺八のようなもの）
- デフ Def（太鼓。タンバリンのようなもの）。など。

### メフテルで使われる楽器
- ズルナ zurna（チャルメラのようなけたたましい音のする管楽器）
- ボル boru（管楽器。ラッパの類）
- ダウル davul（打楽器。太鼓。）
- ナッカーレ nakkare（打楽器。太鼓。）
- キョス kös（打楽器。太鼓）
- ズィル（体鳴楽器。鳴り物。シンバルの原型。仏教の法会（ほうえ）で使う鐃鈸（にょうはち）のようなもの）、
- チェヴギャーン（いわゆるターキッシュ・クレッセント。山伏の持つ錫杖（しゃくじょう）のようなもの。音の鳴る杖）

## 音楽家

### トルコ古典音楽
- ハティプ・ザーキリー・ハサン・エフェンディ Hatip Zakiri Hasan Efendi（1545年 - 1623年）
- ガーズィー・ギライ Gazi Giray（16世紀末）
  - クリミア・ハン国のハン。作品にマーフル・ペスレヴ（Mahur pesrev）など。
- ソラックザーデ Solakzade（17世紀前半）
  - 作品にニーシャーブール・ペスレヴ（Nişâbur pesrev）など。
- ハーフィズ・ポスト Hafiz Post（? - 1693/1694年）
- ブフーリーザーデ・ムスタファー・ウトリー Buhurizâde Mustafa Itrî（1640年 - 1711/1712年）
  - ハーフィズ・ポストの弟子。
- アフメト・チェレビー Ahmed Çelebi（17世紀後半）
  - 作品にセギャーフ・セマーイー（Segah semai）など。
- デルヴィーシュ・ムスタファ Derviş Mustafa（17世紀後半）
  - 作品にニハーヴェンド・ペスレヴ（Nihavend pesrev）など。
- カンテミルオウル Kantemiroğlu（1673年 - 1723年）
  - モルダヴィア（ルーマニア）公ディミトリエ・カンテミールのトルコ名。公子としてイスタンブール滞在中に数々の曲を作曲。独自の楽譜を考案、自作曲を書き残した。
- タンブーリー・ムスタファ・チャヴシュ Tanburî Mustafa Cavuş（18世紀前半）
- シェリフ・チェレビー Şerif Çelebi（18世紀前半）
  - 作品にラースト・ペスレヴ（Rast pesrev）など。
- セリム3世 Sultan III. Selim（1761年 - 1808年）
  - オスマン帝国の第29代スルタン。古典音楽を数多く作曲し「セリム3世楽派」の祖とみなされた。
- ハマーミーザーデ・イスマイル・デデ Hamamizade İsmail Dede（1777/1778年 - 1845/1846年）
  - 古典音楽最高の作曲家で、「デデ・エフェンディ Dede Efendi」として知られる。マフムト2世の宮廷に仕えた。
- ハンパルスム・リモンジュヤン Hamparsum Limonicuyan（1768年 - 1839年）
  - アルメニア人。ハンパルスム譜を考案。
- デッラールザーデ・イスマイル・エフェンディ Dellalzade Ismail Efendi（1797年 - 1869年）
  - イスマイル・デデの最も著名な弟子で、師につぐ大作曲家。美声で知られ、宮廷声楽家になった。
- タンブーリー・オスマン・ベイ Tanburî Büyük Osman Bey（1816年 - 1885年）
- ゼカーイ・デデ Zekai Dede（1824年 - 1897年）
- ハジュ・アリフ・ベイ Hacı Arif Bey（1831年 - 1884年）
- シェウキ・ベイ Şevki Bey（1860年 - 1890年）
- レミ・アトル Lemi Atlı（1869年 - 1945年）
- タンブーリー・ジェミル・ベイ Tanburi Cemil Bey（1871年 - 1925年（1916年とも））

### メフテル
- アリー・ルザ・ベイ Ali Rıza Bey（1881年 - 1934年）作品に「ジェッディン・デデン Ceddin Deden」（祖父も父も）など。
- イスマイル・ハック・ベイ İsmail Hakkı Bey（1866年 - 1927年）作品に「オルドゥムズ・エッティ・イェミン Ordumuz Etti Yemin」（陸軍行進曲）、「テクビル・ヴェ・ジェンク・マルシュ Tekbir ve Cenk Marşı」（テクビル・戦闘行進曲）、メフテル・マルシュ Mehter Marşı」（軍隊行進曲）など。
- リファット・ベイ Rifat Bey（1820年 - 1888年）作品に「シヴァストポル・マルシュ Sivastpol Marşı」（セヴァストポリ行進曲）など。

### ポピュラー音楽
- バルシュ・マンチョ Barış Manço - 男性歌手、作曲家、テレビプロデューサー
- エルキン・コライ Erkin Koray - 男性歌手、ギタリスト、アナトリア・ロックの第一人者。
- ゼキ・ミュレン Zeki Müren - サナート。
- イブラヒム・タトルセス İbrahim Tatlıses - 男性歌手。「アラベスクの帝王」
- キバリエ Kibariye - 女性歌手。アラベスク。
- ジョシュクン・サバハ Coşkun Sabah - 男性歌手。ウード奏者。「タヴェルナ音楽」を確立した一人。
- セゼン・アクス Sezen Aksu - 女性歌手。
- タルカン Tarkan - 男性歌手。
- ムスタファ・サンダル Mustafa Sandal - 男性歌手。
- ギュルシェン Gülşen - 女性歌手。
- セルタブ・エレネル Sertab Erener - 女性歌手。